# Біотрен
Біотрен (ісп. Biotrén) — це система приміської залізниці, яка обслуговує значну частину міста Консепсьйон, Чилі, столиці регіону Біо-Біо, також відомого як Великий Консепсьйон або Консепсьйонська столична зона, обидва синоніми «міста» згідно з урбаністичними стандартами та законами Чилі, де це місто є другим за величиною, чисельністю населення та значенням у країні.
Біотрен з’єднує райони або комуни Консепсьйон Сентро (центр міста), Талькауано, Уальпен, Сан-Педро-де-ла-Пас, Чигуаянте та Уалькі. Системою керує Ferrocarriles Suburbanos de Concepción S.A. (Fesub), назва якої походить від колишньої системи метрополітену міста та є дочірньою компанією Empresa de los Ferrocarriles del Estado (EFE), Чилійської державної залізниці. Біотрен є частиною плану інтегрованого громадського транспорту міста Консепсьйон.
Система була частково відкрита 24 листопада 2005 року на церемонії, в якій був присутній тодішній президент Чилі Рікардо Лагос.

## Історія

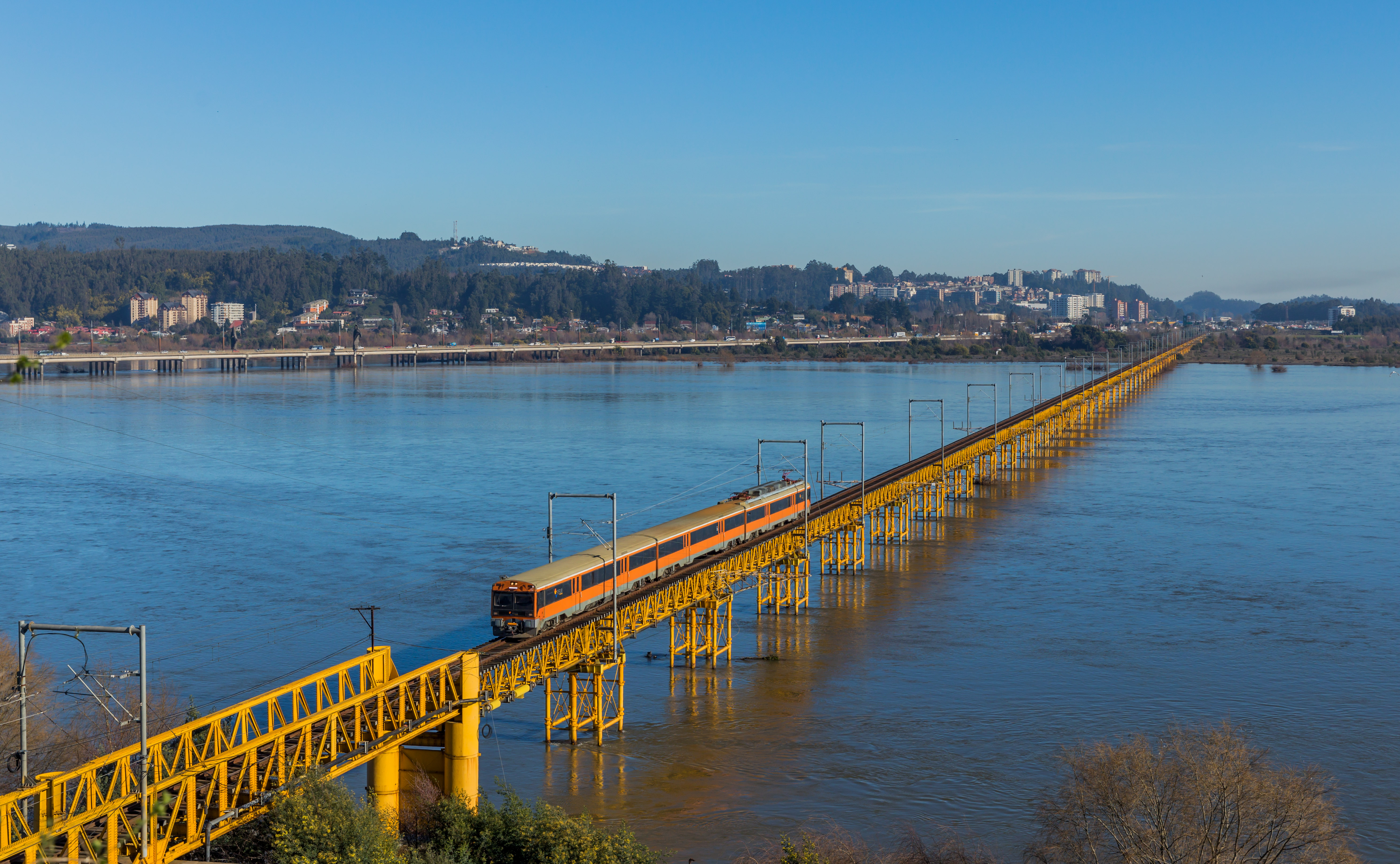
Потяг Біотрен на мосту через річку Біо-Біо

Перша ітерація системи Biotrén була запущена у грудні 1999 року. Спочатку вона мала лише три станції та дві автобусні зупинки. На лінії працювало чотири японських потяги серії AEL.
5 січня 2004 року було представлено Biovías, інтегровану систему оплати Великого Консепсьйона, яка включала оновлення Biotrén.
Система почала повноцінно працювати в 2006 році, оскільки протягом 2005 року залізничні лінії були на модернізації. Потяги AEL і AES, що використовувалися в попередній системі, були замінені на UT-440 MC (Modelo Concepcion), які були спеціально модернізовані Renfe для міста Валенсія, Іспанія.
У 2013 році було реалізовано проект збільшення частоти на Лінії 2, завдяки чому інтарвал між поїздами у пікові години скоротився з 30 хвилин до 18 хвилин.
26 жовтня 2018 року було оголошено про придбання 10 нових поїздів для Biotrén, які мали прибути до Чилі у 2020 році.

## Архітектура

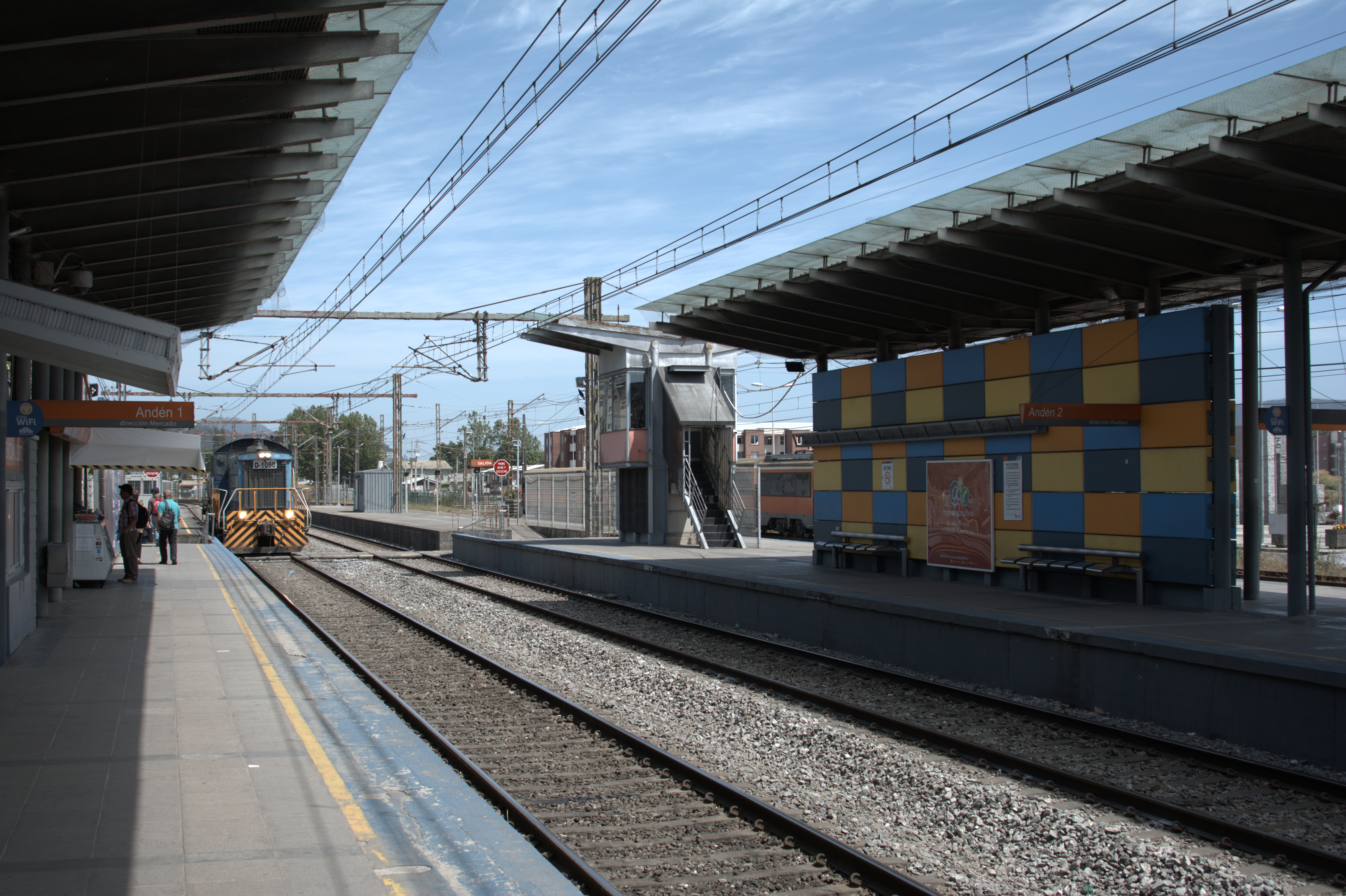
Інтермодальна станція Concepcion. Ця станція має пересадку між лінією 1, лінією 2, та Біобусом.

Станції Biotren або Bio Stations мають повністю оновлену архітектуру порівняно з попередньою системою. Платформи мають дах і доступ для людей з інвалідністю. Оплата проїзду здійснюється на вході та виході зі станцій за допомогою картки попередньої оплати Biovías із системою відстрочки оплати відповідно до пройденої відстані. Поповнити карту можна в будь-якій станції.

## Рухомий склад
Empresa de Los Ferrocarriles del Estado (EFE) інвестувала 16,8 млн. доларів США в поїзди, які використовуються в системі. Поточний парк складається з восьми поїздів UT-440 Modelo Concepción по три вагони кожен, придбаних у Red Nacional de Ferrocarriles Españoles (Державні залізниці Іспанії, RENFE). Потяги пофарбовані в помаранчевий колір і мають 321 місце для сидіння (20 відкидних) і місткість 590 пасажирів.

## Маршрути
| Лінія 1. Перетинає весь Консепсьйон з півночі на південь, від кінцевої станції "Меркадо" (порт Талькауано) до кінцевої станції "Уалькі" (Hualqui).                                                | Лінія 2. Перетинає річку Біо-Біо на оновленому Пуенте Ферровіаріо (залізничний міст) Біо-Біо, найдовшому у своєму роді в Чилі.                                                                                             |
| - Mercado - El Arenal - Hospital Higueras - Los Cóndores - Universidad Técnica Federico Santa María - Lorenzo Arenas - Concepción - Chiguayante - Pedro Medina - Manquimávida - Leonera - Hualqui | - Concepción - Juan Pablo II - Diagonal Bío-Bío - Alborada - Costa Mar - El Parque - Lomas Coloradas - Cardenal Raúl Silva Henríquez - Hito Galvarino - Los Canelos - Huinca - Cristo Redentor - Laguna Quiñenco - Coronel |

## Система пересадок

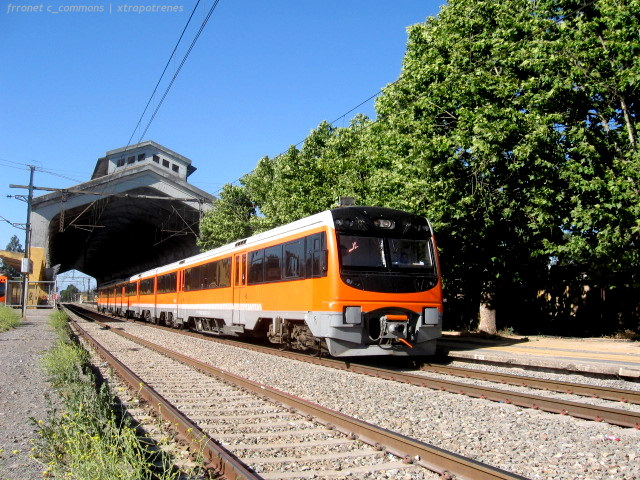
Потяг UT-123, що прямує до Консепсьйона, проходить через станцію Ранкагуа

На пересадкових станціях є персональні камери для паркування велосипедів для тих, хто прибуває велосипедними доріжками (за винятком Ель-Ареналь), щоб взяти Biotren і синхронізуватися з комбінованими автобусами, які називаються Biobuses.

## Проекти розширення мережі

### Подовження Лінії 2

Поточна мережа Biotren з додаванням планів розширення

У 2016 році було розроблено попереднє техніко-економічне обґрунтування для продовженні Лінії 2 до міста Лота. До червня 2018 року техніко-економічне обґрунтування було завершено, отримавши схвальний результат. Тодішній заступник міністра транспорту зазначив, що в дослідженні розглядається розширення лінії на 10 км і додавання станцій у Плайя-Бланці та ще однієї в Лоті, які мають високу соціальну рентабельність.
10 січня 2023 року уряд підтвердив, що готує заявку на проект розширення Лінії 2 до Лоти до етапу проектування протягом 2023 року та подальшого внесення до Системи екологічної оцінки.

### Лінія 3

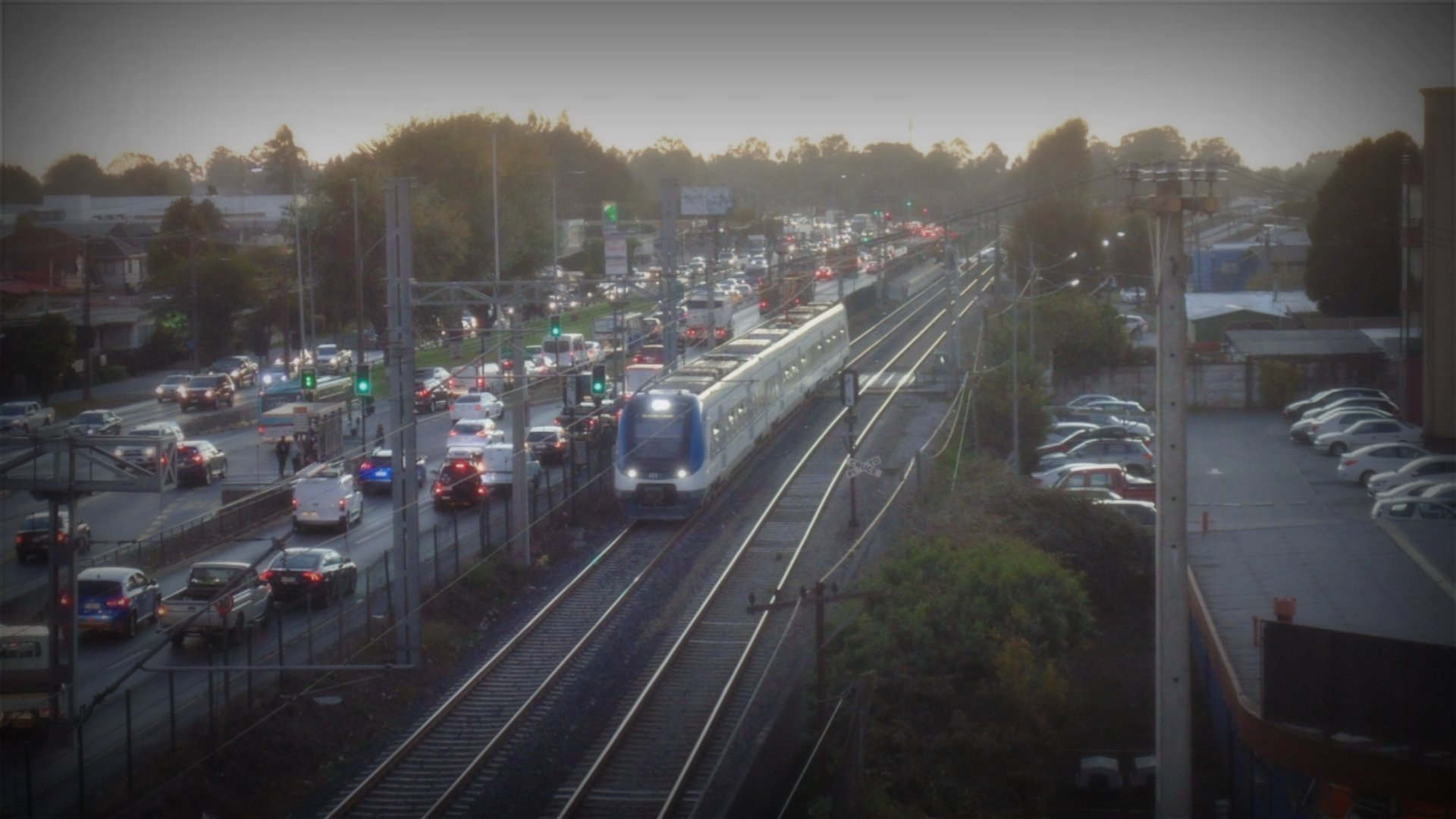
Поїзд SFE на перегоні Los Huertos

Хоча колія, яка зараз використовується як вантажна, вже існувала, рішення створити пасажирську лінію, яка простягається від центру Консепсьйона до комун Пенко та Ліркен, передбачає використання 16 кілометрів колій для руху пасажирських поїздів і будівництво щонайменше чотирьох нових станцій. Незважаючи на те, що існує одностороння угода щодо будівництва цієї нової лінії, залишається питання, чи буде побудована друга спеціальна колія для цієї лінії, що збільшить вартість будівництва, оскільки це означатиме будівництво другого залізничного мосту через річку Андаліен. Очікується, що продовження цієї лінії буде готове до 2026 року. Ідея полягала в тому, що ця лінія досягне навіть Томе, як частину можливого майбутнього сценарію, за яким буде швидше сполучення між Сантьяго та Консепсьйоном. 
У травні 2022 року було зазначено, що до кінця першого семестру того ж року буде дано відповідь на питання про соціальну прибутковість проекту, включаючи розширення до Томе. Одне з найбільших обмежень для цього проекту є політичним зобов’язанням, результатом соціальної оцінки проекту та «стежки La Cata», яка зараз використовується для пішохідних та велосипедних прогулянок і що спочатку це була набережна гілки Rucapequén-Concepción, де ширина не вміщує двоколійну залізницю і стежку. 

## Зовнішні посилання
[Cab Ride] Viaje en cabina de tren chileno - Biotren Concepción a Coronel (EMU UT-440)